# 中央公園咖啡館
中央公园咖啡馆是美国著名电视情景喜剧《老友记》（Friends）虚构出的一家位于美国纽约市格林威治村的咖啡馆。这一咖啡馆是该剧的主要场景之一，也是剧中六位主角闲谈消磨时光的主要场所。

## 简介

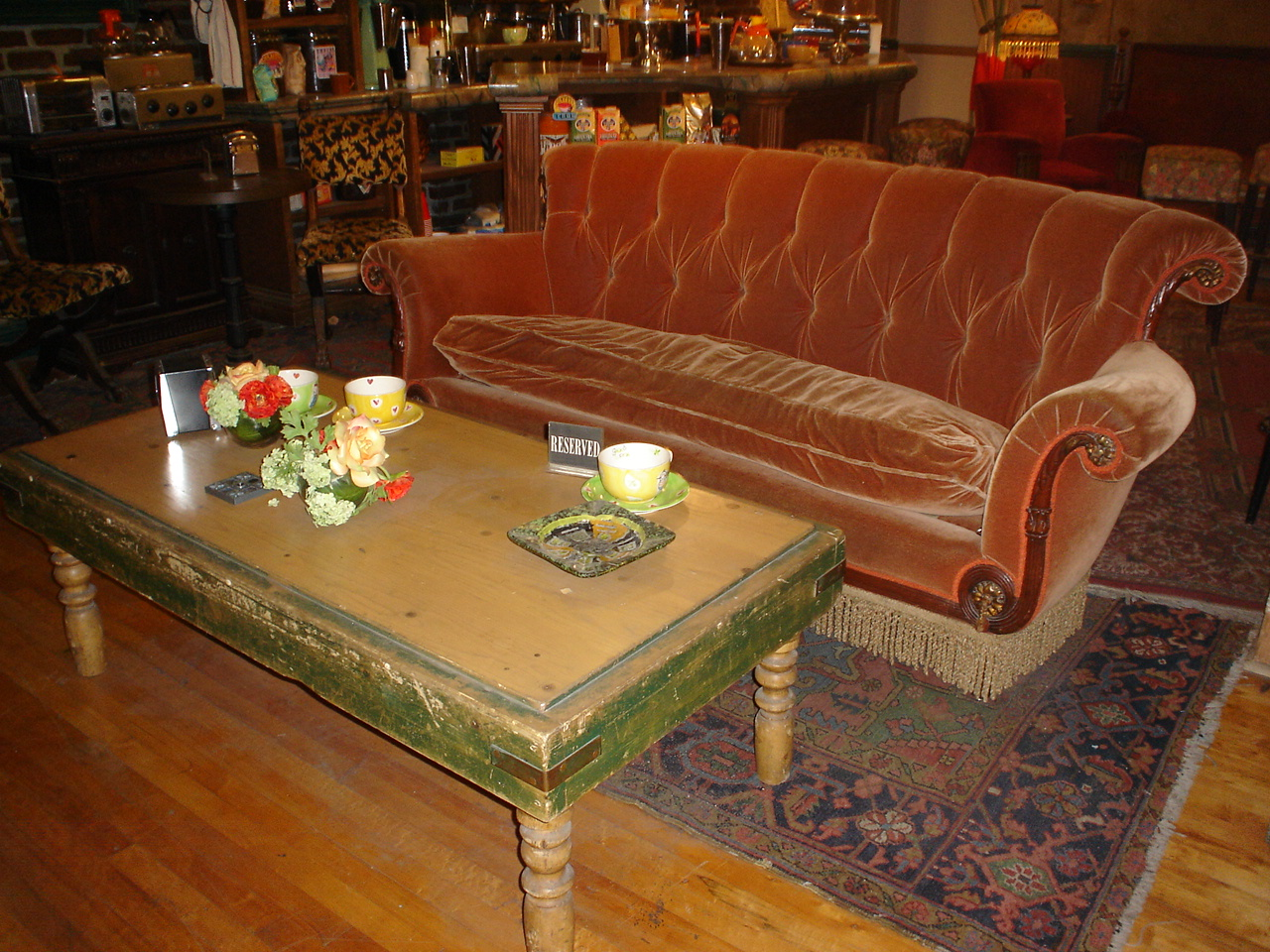
中央公园咖啡馆内的大沙发

中央公园咖啡馆的英文原名Central Perk一语双关，暗指与之仅差一个英文字母的Central Park（同样位于纽约的一家公园，即中央公园）；而且“perk”一词的英文意思包含“使高兴”和“用渗滤壶煮咖啡”，因此可以体现咖啡带来的兴奋作用，也可以指咖啡过滤的过程。六位主角之所以经常光顾这家咖啡馆，是因为咖啡馆距离莫妮卡、乔伊和钱德勒所住的公寓大楼仅百步之遥。在第一季第4集《偷窥乔治·斯特凡诺普洛斯》中，乔伊也证明了这一点，从公寓到咖啡馆他一共走了97步。《老友记》全剧的最后一句台词也涉及了中央公园咖啡馆，在剧中瑞秋问“有人想去喝点咖啡吗？”，钱德勒说“去哪喝啊？”，然后六位好友离开公寓，全剧也在此最终落下帷幕。
中央公园咖啡馆是在一家名叫丘蒙德莉兹（Cholmondeley's）的咖啡馆的基础上建造的，丘蒙德莉兹位于该剧主创人员的母校美国布兰迪斯大学的一个名为“友森城堡”（Usen Castle）的学生宿舍。到2006年4月，中央公园咖啡馆的布景仍在美国加州伯班克市的华纳兄弟片厂中，但具体布景地点被换到了一个规模较小的大楼内，而且布景大小也被缩到了原来的三分之二。片场还有一个名为“中央公园”（Central Perk）的公司内部商店。商店包括一家星巴克咖啡店和一家坚宝果汁店（Jamba Juice），并且出售华纳兄弟影业公司的商品（DVD、华纳出品节目的相关产品等）。

## 经营管理
中央公园咖啡馆曾经是一个酒吧，也是剧中六人经常光顾的地方。咖啡馆的老板是一个叫特瑞的人（由马克思·莱特饰演），瑞秋和菲比都认为他是个“大烂人”。特瑞很少出现在咖啡馆，他基本把咖啡馆交给冈瑟来经营。冈瑟后来成为了咖啡馆的固定人物，因为全剧组只有他可以在柜台后面操作巨型的意式浓缩咖啡机。

## 装潢布置
中央公园咖啡馆里摆满小型桌椅，在剧中通常是龙套演员在这些位置落座。从主摄影机的角度看，这些桌椅都在咖啡馆中央的橙色大沙发后面。沙发右方的绿色座椅、沙发前的咖啡桌以及沙发左侧的一套桌椅总是被用作发生在咖啡馆里剧情的主要取景区。
在《六人行》前面几集中，无论咖啡馆多繁忙，沙发及其四周的座位永远都是空的。后来编剧将此写成了一个笑点。在第三季第一集中，六位主角来到咖啡馆时发现他们的座位被别人占了，他们面面相觑，于是只好离开了。
咖啡馆背景的艺术作品每三集就会更换，但总体的装潢布置在全剧十季中都没有太大变化。

### “橙色大沙发”
咖啡馆里最显眼的固定配置就是一个橙色大沙发，剧中的主角们经常坐在上面。通常沙发上会坐着六位好友中的四位，另外一位坐在右边的绿色椅子上；而六位好友都在场时，最后一位就会在左边的那套小桌椅上落座。咖啡馆中没有其他人会坐在沙发上。例如有一次钱德勒正坐着时，一个年轻人进来也想要坐在沙发上，钱德勒立刻将年轻人带开了。另外在《超级杯》一集中，一大群小学生涌进咖啡馆来听菲比的音乐，其中一个小孩坐在了沙发上罗斯和莫妮卡中间。另外，这一橙色大沙发还出现在《老友记》的片头中，片头中沙发位于一个大喷水池前，而演员们则在喷水池中跳舞。片头结束时，六位好友一起坐上沙发，而莫妮卡同时关掉右方的立式灯。
在全剧十季中，沙发都没有被溅上任何东西，上面看不到任何污渍。然而，在拍摄全剧最后一集的当晚，詹妮弗·安妮斯顿坐在沙发上签名时，她的笔突然漏水，所以现在沙发背侧有一大块墨迹。

## 服务人员
瑞秋·格林在全剧前三季中在中央公园咖啡馆做服务生。她经常弄混顾客所点的餐点，把物品放错地方，并且总是忘记清理咖啡机。在较早的一集中，她一边送上另外五位朋友的餐点，一边说出每位点的是什么，然后离开了。可是她一离开，她的五位朋友就开始交换餐点，很明显瑞秋把每个人的餐点都弄错了。瑞秋把她糟糕的工作表现归咎于她根本不喜欢这个工作。于是在第三季《瑞秋辞职》一集中，她辞掉了咖啡馆的工作，开始投身时装事业。
乔伊·崔比昂尼也曾在咖啡馆做服务生，因为当时他演艺事业停滞不前，手头很紧需要另找工作。乔伊的工作表现跟瑞秋相比是半斤八两，这在一定程度上是因为他觉得自己退到了一个较低等的职业。他总是控制不住用咖啡馆的饮料和松饼等食品来免费招待来到咖啡馆的美女。当冈瑟要求乔伊停止这种举动时，乔伊就假装当天是美女的生日，因此她们仍会得到免费招待，但最後還是被岡瑟識破而被制止。
当乔伊刚做服务生时，瑞秋给了他几点在中央公园咖啡馆做服务生的建议：
- 笑口常开生意常在
- 顾客永远是对的
- 遇到粗鲁的顾客，就给他/她“喷嚏松饼”（免费招待一个往上面打过喷嚏的松饼）

## 娱乐节目
菲比·布菲也是中央公园咖啡馆的常驻人物，经常演唱一些如“臭臭猫”的歌曲让观众目瞪口呆 。而菲比曾经被一名特瑞雇来的专业歌手史蒂芬妮·希弗（由伪装者乐团主唱克雷西·海德饰演）所取代。这在《菲比的前搭档》一集中有所体现，在这一集里中央公园咖啡馆举办了公开表演之夜。
在剧中某集罗斯也在咖啡馆表演弹电子琴。然而他的表演最终令咖啡馆空无客人，而莫妮卡只能塞着耳塞在沙发上“聆听”罗斯的音乐。但是菲比却对罗斯的音乐非常欣赏。

## 影响
中央公园咖啡馆激发了人们开设与其同名的连锁加盟咖啡馆的灵感。在阿联酋迪拜，臺灣臺北（Central Park），瑞士日内瓦和中国北京都有装潢布置仿照《老友记》中央公园咖啡馆风格样式的真实咖啡馆。而在爱尔兰首都都柏林，有一家凤凰公园咖啡馆（Phoenix Perk），这一名字是都柏林凤凰公园（Phoenix Park）的双关语，在北京、厦门和上海也有名为Central Perk的主题咖啡店。